# Венгерская гражданская война (1527—1538)
Венгерская гражданская война 1527—1538 — борьба за корону Венгрии между Фердинандом Габсбургом и Яношем Запольяи.

## Борьба за наследство Ягеллонов
Гибель в битве при Мохаче бездетного короля Чехии и Венгрии Людовика II поставила вопрос о наследовании его обширных владений в условиях продолжавшейся турецкой агрессии. В Чехии 24 выборщика (по 8 от каждого сословия), назначенные 1 октября 1526 сеймом, 24 октября избрали королём Фердинанда Габсбурга. Его соперниками на выборах были Сигизмунд I Польский и баварские герцоги Вильгельм и Людвиг. В феврале 1527 австрийский эрцгерцог прибыл в Прагу и 24 февраля был коронован в Пражском граде, после чего его признали Моравия и Силезия.
В Венгрии положение было значительно сложнее. Королева Мария, вдова Людовика, бежала с двором из Буды в Пожонь и повелела надору Иштвану Батори собрать сейм в Комароме, однако большинство венгерских магнатов с разрешения султана Сулеймана I 10 ноября 1526 избрали в Секешфехерваре королём трансильванского воеводу Яноша Запольяи. Он являлся главой венгерской «национальной» партии, противостоявшей попыткам немцев овладеть венгерским престолом, и принявшей на сейме 1505 закон о запрете наследования короны иностранцами. Немногочисленные прогабсбургски настроенные магнаты 17 декабря провозгласили в Пожони королём Фердинанда. В данном случае эрцгерцог опирался на Венский договор 1515 года, устанавливавший наследование Габсбургами венгерской короны в случае пресечения династии Ягеллонов.
В Хорватии также началась борьба между сторонниками Габсбургов и Запольяи, которого поддерживал крупнейший магнат Крсто Франкопан. Хорватские сословия, собравшиеся на сабор в Цетине, избрали королём Фердинанда, пообещавшего военную помощь в борьбе с турками и подтверждение вольностей. На саборе Славонии был избран Янош Запольяи, назначивший Франкопана баном Хорватии.

## Переговоры в Оломоуце
Польский король Сигизмунд, проигравший королевские выборы в Чехии и опасавшийся возникновения у своих границ могущественного габсбургского государства, попытался добиться примирения противников, организовав конгресс в Оломоуце. Фердинанд предложил Яношу формальный титул короля Боснии и денежное содержание, а Запольяи, в свою очередь, в обмен на отказ Габсбурга от венгерской короны соглашался отдать ему Моравию, Силезию и Лужицы. Стороны были непримиримы и переговоры ни к чему не привели .

## Начало войны
Борьба Фердинанда за власть в Венгрии началась 31 июля 1527 г. Он вторгся в Венгрию в районе Пожони с отрядами чешских и немецких наемников под командованием Казимира Бранденбург-Ансбахского, Никласа фон Зальма и графа Мансфельда. Большая часть западной Верхней Венгрии была в руках его сторонников. При поддержке магнатов Западной Венгрии он быстро захватил Дьер, Тату, Комаром, Эстергом, Вышеград, и 20 августа занял Буду. 27 сентября Янош был разбит Никласом фон Зальмом у Тарцаля, затем у Токая . Назначенный баном Хорватии Ференц Баттьяни, разгромил Франкопана, погибшего в сражении, и овладел Хорватией.
7 октября венгерское государственное собрание в Секешфехерваре провозгласило Фердинанда королём, и 3 ноября епископ Иштван Подманицки, годом ранее короновавший Яноша Запольяи, теперь возложил корону на голову Фердинанда. 
Запольяи бежал за Тису, и в октябре 1527 отправил в Стамбул своего посла Иеронима Лаского с просьбой о помощи. 27 января 1528 был заключен договор, по которому султан брал Запольяи под свою защиту. Собрав довольно большое войско, Янош в феврале 1528 попытался захватить Кашшу, крупный центр на северо-востоке королевства, но в сражении при Сине 20 марта был разгромлен Иоганном Кацианером. Во время сражения часть войска Запольяи перешла на сторону противника, и королю пришлось бежать. Летом он перебрался в Тарнув на юге Польши. Войска Фердинанда захватили Тренчин, семейное гнездо рода Запольяи и важный оборонительный пункт на Ваге, завершив первый этап гражданской войны. Венгерские магнаты, убедившись в превосходстве немцев, начали переходить на сторону Габсбурга.

## Позиция Польши
Позиция Польши в борьбе за венгерское наследство имела большое значение, так как Сигизмунд I Старый, будучи ближайшим родственником Людовика II по мужской линии, сам мог претендовать на корону. Это учитывали в Стамбуле, и уже зимой 1526/1527 санкционировали масштабный набег крымских татар на Польшу. Сорокатысячная орда опустошила Галицию, Подолию, Волынь, дойдя до Турова и вернувшись с большой добычей. Иероним Лаский, представлявший в Стамбуле также и польские интересы, доносил Сигизмунду о недовольстве султанского двора участием польских наемников в гражданской войне на стороне Фердинанда. Великий визирь Ибрагим-паша угрожал полякам новым татарским набегом, и с иронией спрашивал, осталось ли на юго-востоке Великого Княжества Литовского население. В этих условиях польский король был вынужден отказаться от самостоятельной политики в венгерском вопросе, и действовал в союзе с османами. К этому решению его подталкивали магнатские группировки, примас Польши Ян Лаский и королева Бона Сфорца. Папа Климент VII с горечью констатировал, что церковные средства Польши шли на поддержку армии венгерских магнатов-коллаборационистов, завоевывавших свою страну для мусульманского повелителя.

## Османская интервенция
28 октября 1528 посол Яноша Запольяи заключил с союзником турок королём Франциском I договор в Фонтенбло. Франция предоставляла ежегодную субсидию в 20 тыс. золотых. 3 ноября Запольяи вернулся в Восточную Венгрию. Белградский паша предоставил ему отряд, с помощью которого король вернул себе эту область и Трансильванию. Пользуясь случаем, османы развернули наступление в Северной Боснии, Славонии и Хорватии, захватив крепость Яйце, области Лику и Крбаву, и дошли до Сеня и Клиса, чем рассекли Хорватию надвое. В ходе третьего венгерского похода Сулеймана турки 8 сентября заняли Буду и ввели Запольяи в королевский дворец. Войска Фердинанда были изгнаны из Венгрии. Турки оставили при своем ставленнике 3-тыс. отряд во главе с венецианским авантюристом Лодовико Гритти, внебрачным сыном венецианского дожа и фаворитом султана В Венгрии турки применили прием поэтапного захвата, уже опробованный на Балканах: сначала мощным ударом сломать кость сопротивления, затем при помощи местных коллаборационистов подчинить страну, и, наконец, ввести прямое султанское правление, включив покоренные земли в состав империи .

## Кампании 1530—1532
После османского похода 1529 под властью Фердинанда остались только Хорватия, западные районы Задунавья и северные комитаты. В 1530 Габсбург перешел в контрнаступление и занял Пожонь; в октябре — декабре войско Вильгельма фон Роггендорфа осаждало Буду, но Гритти сумел отстоять город. 26 декабря Запольяи назначил его правителем. В 1531 между соперниками было заключено очередное перемирие (всего в 1528—1536 такие перемирия заключались 11 раз), но в следующем году султан совершил четвертый венгерский поход, захватив крепости по берегу Дравы и дойдя до границы Штирии. В преддверии войны с Ираном Сулейман в июне 1533 заключил мир с Фердинандом, признав его венгерским королём. Это соглашение разделяло Венгрию на две части, но не остановило гражданскую войну.
Борьба с Яношем Запольяи была еще далека от завершения, когда Фердинанд учредил особый административный финансовый орган для Венгрии — венгерскую палату в Пожони (июль 1531 г.). Вместе с сепешской палатой, учрежденной позже (апрель 1567 г.), в Кашше для 13 северо-восточных комитатов, венгерская палата являлась основным органом управления Венгрией. 
Борьбу между королями безуспешно пытались использовать магнаты Петер Переньи и Тамаш Надашди для утверждения своей власти в противовес и Фердинанду, и Запольяи. Переньи с этой целью созывал собрания дворян в Бабоче (4 марта 1531 г.) и в Белаваре (19 марта 1531 г.), а Надашди — в Закани (1 ноября 1531 г.) и в Кенеше (1 января 1532 г.).
Османская помощь Запольяи дорого обходилась стране. Например, в сентябре 1530 в комитате Нитра турки, оказывавшие поддержку Запольяи, сожгли 80 деревень и угнали в рабство около 10 тыс. человек. Правда, эти люди были словаками, но и венгерское население страдало от действий союзников. Немецкие наемники Фердинанда также вели себя в Венгрии, как в завоеванной стране.

## Окончание войны
Военные действия продолжались с переменным успехом еще несколько лет. Границы постоянно менялись, но большая часть территории оставалась под контролем Запольяи. Страна все более приходила в состояние упадка и нравственного одичания. Магнаты и дворяне постоянно переходили из одного лагеря в другой, преследуя только свои эгоистические интересы. Позиции Запольяи постепенно слабели, так как союз с турками ронял его позиции в Европе. Папа отлучил его от церкви, а Франция перестала выплачивать субсидии. Фердинанд называл его узурпатором и предателем христианства.
Гритти при помощи османов также пытался укрепить свою власть в королевстве. В июле 1534 он вступил в Трансильванию и убил самого крупного военачальника Запольяи — надьварадского епископа Имре Цибака. Недовольные трансильванские магнаты с помощью отряда валашского господаря Петра Рареша 29 сентября напали на лагерь Гритти в Медьеше и убили венецианца. Султан, занятый войной в Иране, не смог быстро отомстить за смерть своего любимца.
В 1535 Запольяи захватил Восточную Верхнюю Венгрию с Кашшей. В 1536 турки вторглись в Восточную Славонию, изгнав оттуда войска Фердинанда. После взятия Клиса в 1537 османы овладели всей южной Хорватией, а 9 октября 1537 разгромили австрийскую армию Иоганна фон Кацианера у Джяково. Запольяи укрепил свою власть в Трансильвании, где ему в марте 1536 подчинился Германштадт .
Несмотря на турецкое давление, Фердинанд сумел удержать Северную Хорватию, большую часть Верхней Венгрии, комитат Спиш и важные крепости по Дунаю — Комаром, Эстергом и Вышеград. После нескольких попыток примирения стороны 24 февраля 1538 заключили Надьварадский мир. Этот акт признавал власть Фердинанда и Яноша Запольяи на занятых ими территориях. После смерти Яноша Запольяи его владения должны были перейти Фердинанду. При отсутствии мужского потомства у Фердинанда страна переходила наследнику Запольяи, а если вымрут обе династии, государственное собрание должно выбрать нового короля. Стороны обязались помогать друг другу в отражении нападения турок. Договор они обязались хранить в тайне, чтобы не вызвать гнева султана..

## Итоги
Итогом борьбы стал компромисс, продержавшийся всего два года. 7 июля 1540 у Яноша Запольяи родился сын Янош Жигмонд, и перед смертью, последовавшей 22 июля, король взял с магнатов клятву, что они не будут соблюдать Надьварадский договор. Это вызвало новую гражданскую войну, которая быстро переросла во вторую австро-турецкую войну, и уже в 1541 привела к ликвидации венгерского национального королевства .